# 约翰·米切尔
约翰·威廉·米切尔（英語：John William Mitchell，1917年6月14日—2005年11月21日）, 成员级大英帝国勋章获得者，英国音频工程师。他曾2次获得奥斯卡最佳音响效果奖。1934年至1998年间，米切尔参与制作了超过170部电影。

## 部分影视作品
- 007之金刚钻 (1971)[3]
- 印度之行 (1984)[4]